# Bucculatrix pertusella
Bucculatrix pertusella är en fjärilsart som beskrevs av Philipp Christoph Zeller 1877. Bucculatrix pertusella ingår i släktet Bucculatrix och familjen kronmalar. Inga underarter finns listade i Catalogue of Life.